# Jardin botanique Alexandru Borza
 (août 2025).
Si vous disposez d'ouvrages ou d'articles de référence ou si vous connaissez des sites web de qualité traitant du thème abordé ici, merci de compléter l'article en donnant les références utiles à sa vérifiabilité et en les liant à la section « Notes et références ».
Le jardin botanique Alexandru Borza (en roumain : Grădina botanică Alexandru Borza) de l'Université Babeș-Bolyai de Cluj, en Roumanie.

## Situation et accès
Situé dans la partie méridionale du centre-ville de Cluj, le jardin occupe presque 14 hectares . Fondé en 1872 par Sámuel Brassai, le jardin s'est développé au fil des années non seulement en tant qu'espace scientifique et pédagogique de l'université, mais aussi comme lieu de promenade et attrait touristique de la ville.
Le jardin comprend plus de 10 000 espèces de plantes originaires du monde entier, un jardin japonais, un arboretum et des serres. Il comporte une collection particulièrement riche de la végétation de Roumanie, sous forme vivante, en herbiers et en carpothèque.

## Origine du nom
Le nom se réfère à Alexandru Borza (en) fondateur du jardin.

## Historique
Sámuel Brassai fonda le jardin en 1872 sur le domaine du comte Imre Mikó, un noble hongrois qui en fit don à la société savante des Amis des Musées transylvains, rattachée ensuite à l'université François-Joseph de Cluj. Le domaine comptait aussi le manoir du comte Mikó, qui abrita les collections.
Les directeurs furent successivement les professeurs botanistes Ágost Kanitz (1872-1896), Gyula Istvánffi (1897-1901), Aladár Richter, Vincze von Borbás, Béla Páter, István Győrffy, puis, après la dislocation de l'Autriche-Hongrie à l'issue de la Première Guerre mondiale et le rattachement de Cluj à la Roumanie, Alexandru Borza (en) à partir de 1920. Il appelle à ses côtés en 1922 le botaniste Erasmus Julius Nyárády.
Les autorités roumaines ont baptisé le jardin du nom du Pr. Borza, auquel d'autres botanistes succédèrent, roumains jusqu'en 1940, hongrois après l'attribution de la ville à la Hongrie par le deuxième arbitrage de Vienne, puis à nouveau roumains depuis le retour de Cluj à la Roumanie en 1945, à l'issue de la Seconde Guerre mondiale, qui fut officialisé par le traité de Paix de Paris.

## Galerie

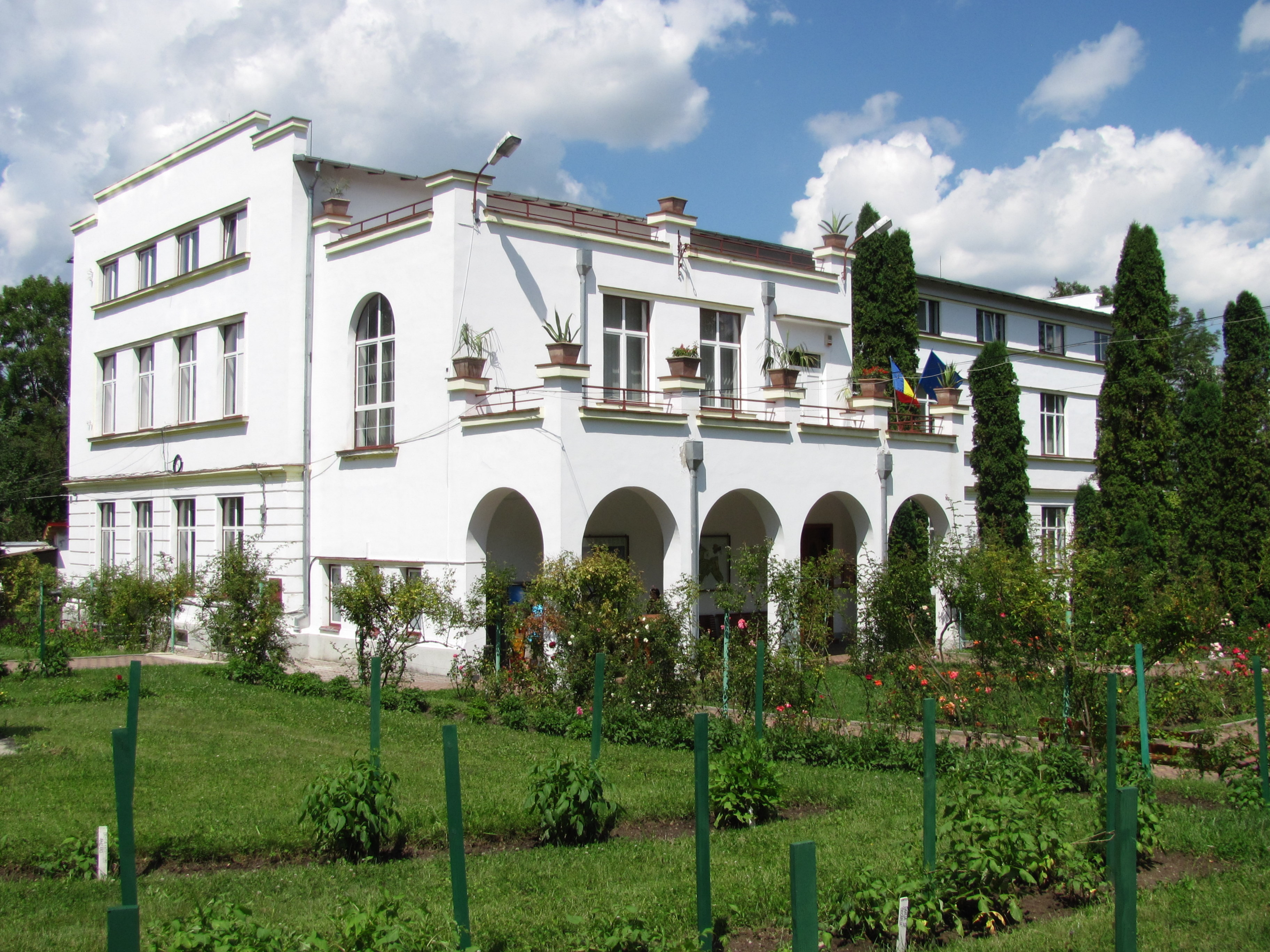
L'institut-musée botanique, construit dans les années 1960.
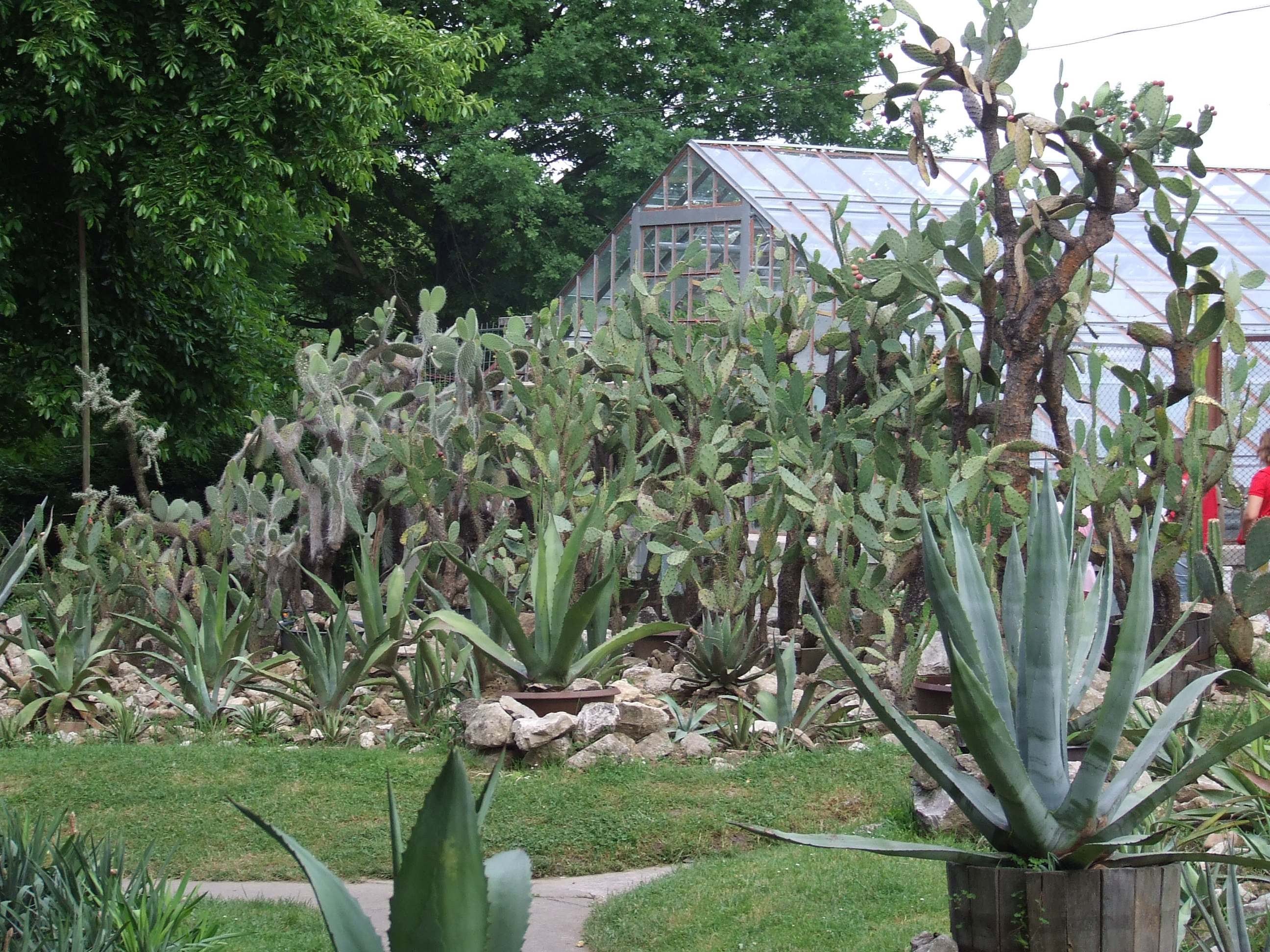
Jardin mexicain.
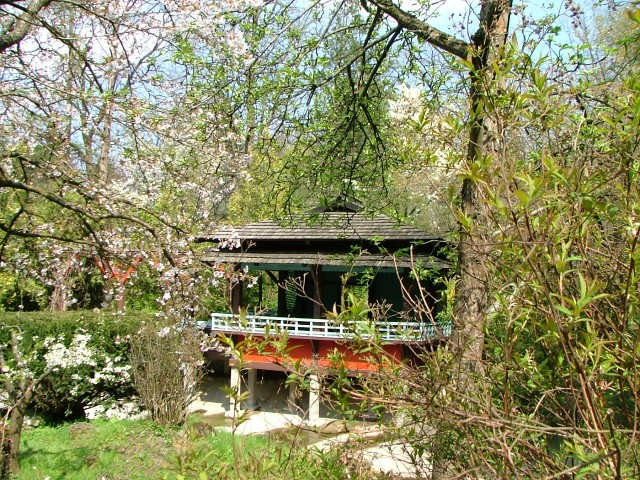
Jardin japonais.
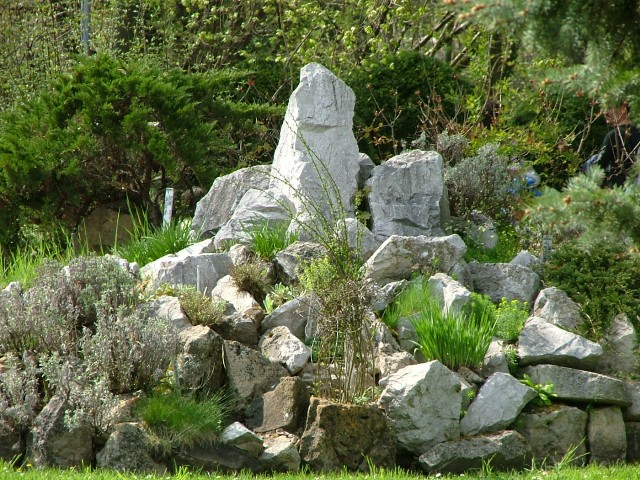
Idem.
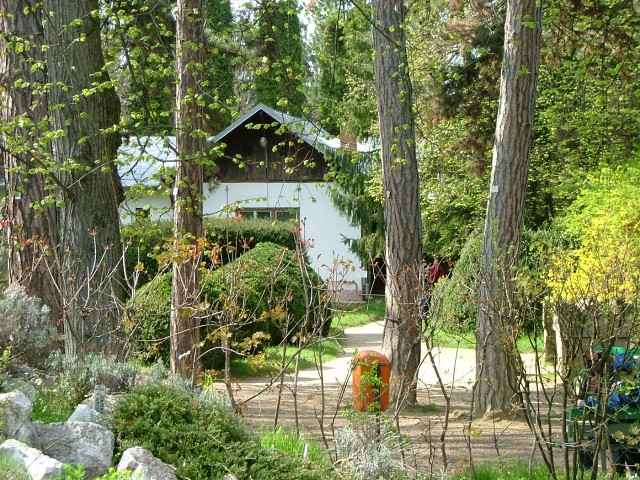
Idem.
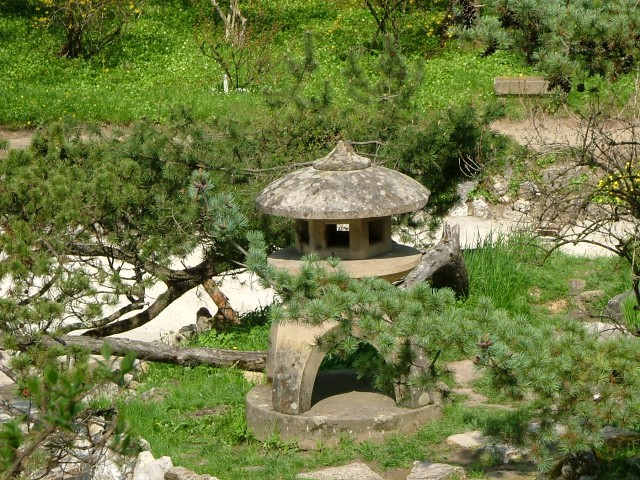
Idem.
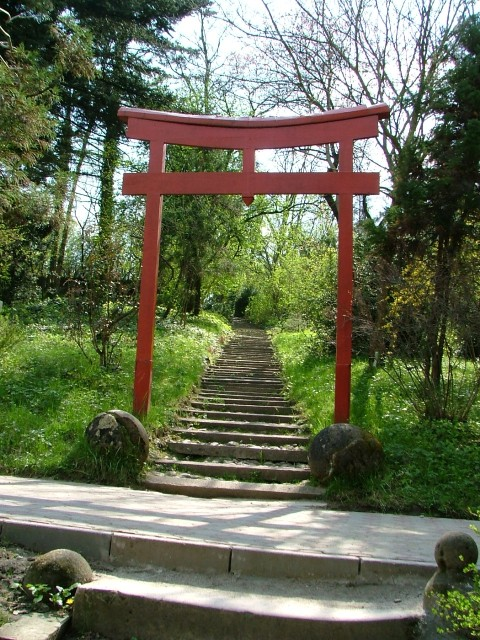
Idem.
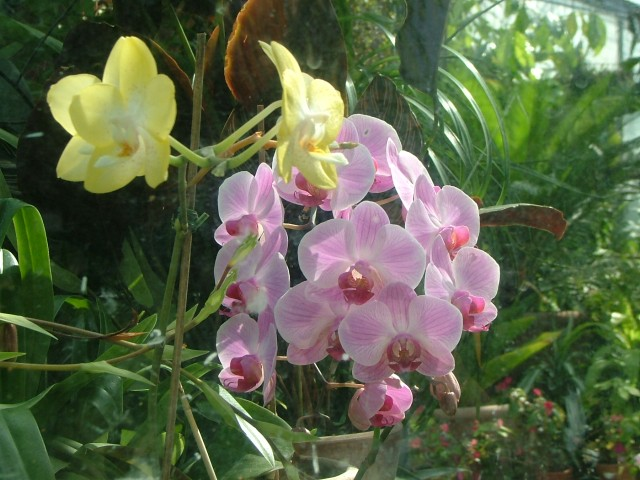
Serre aux orchidées.
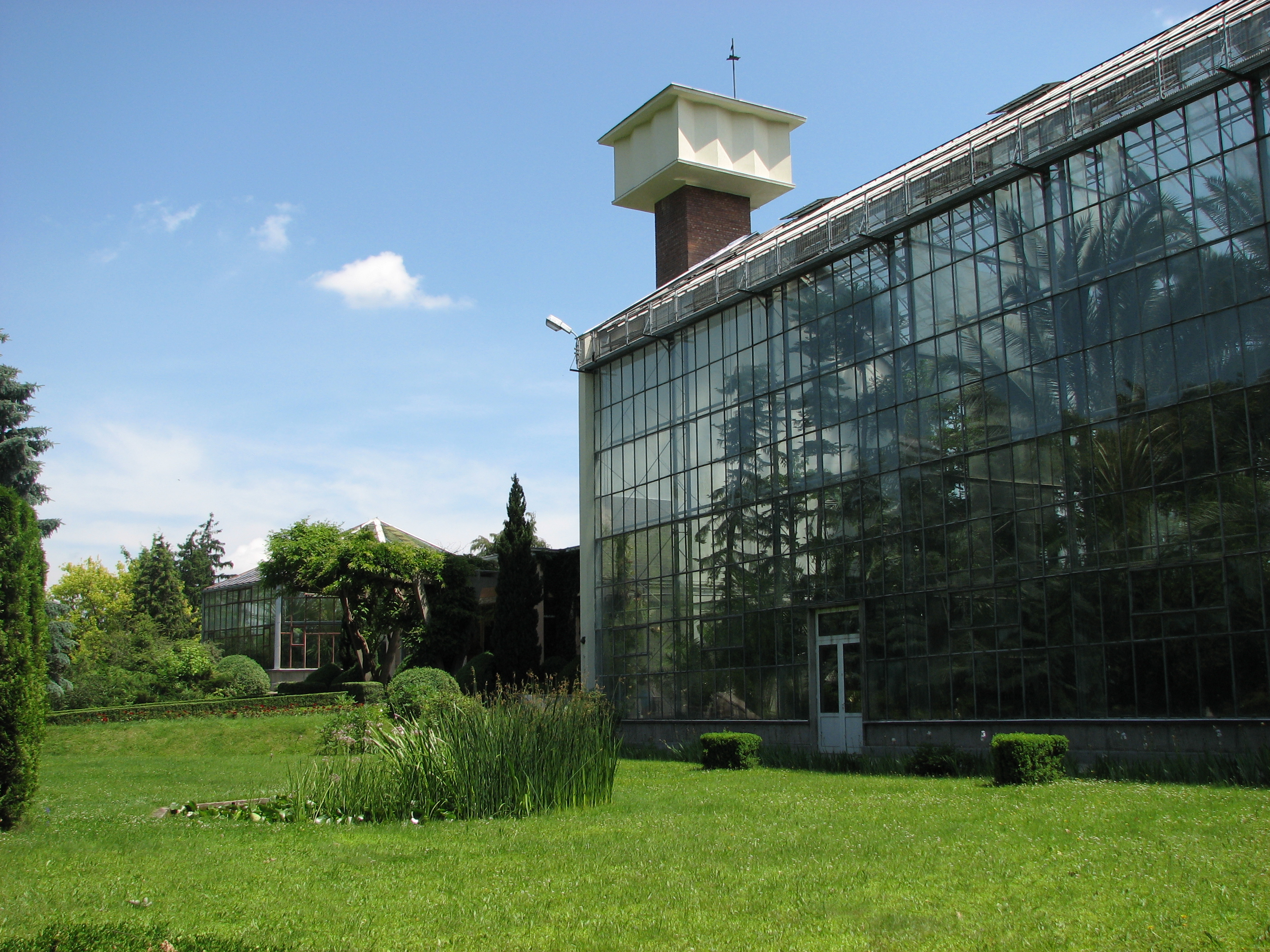
Vue des serres.
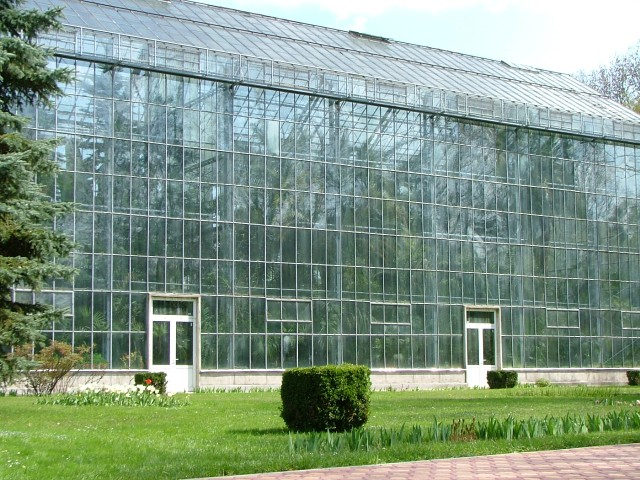
Idem.
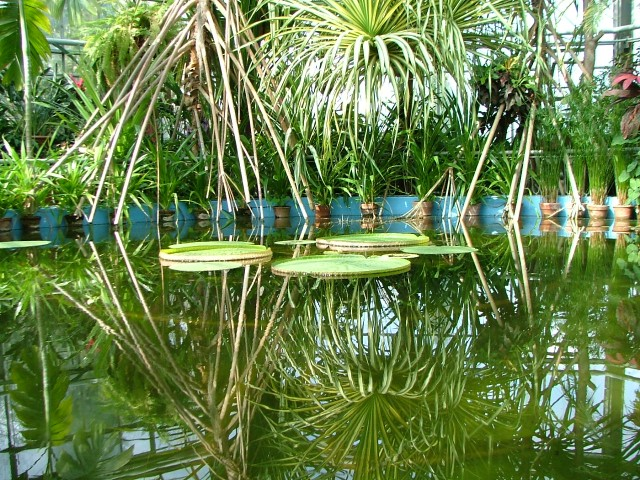
Bassin aux nymphéas dans les serres.
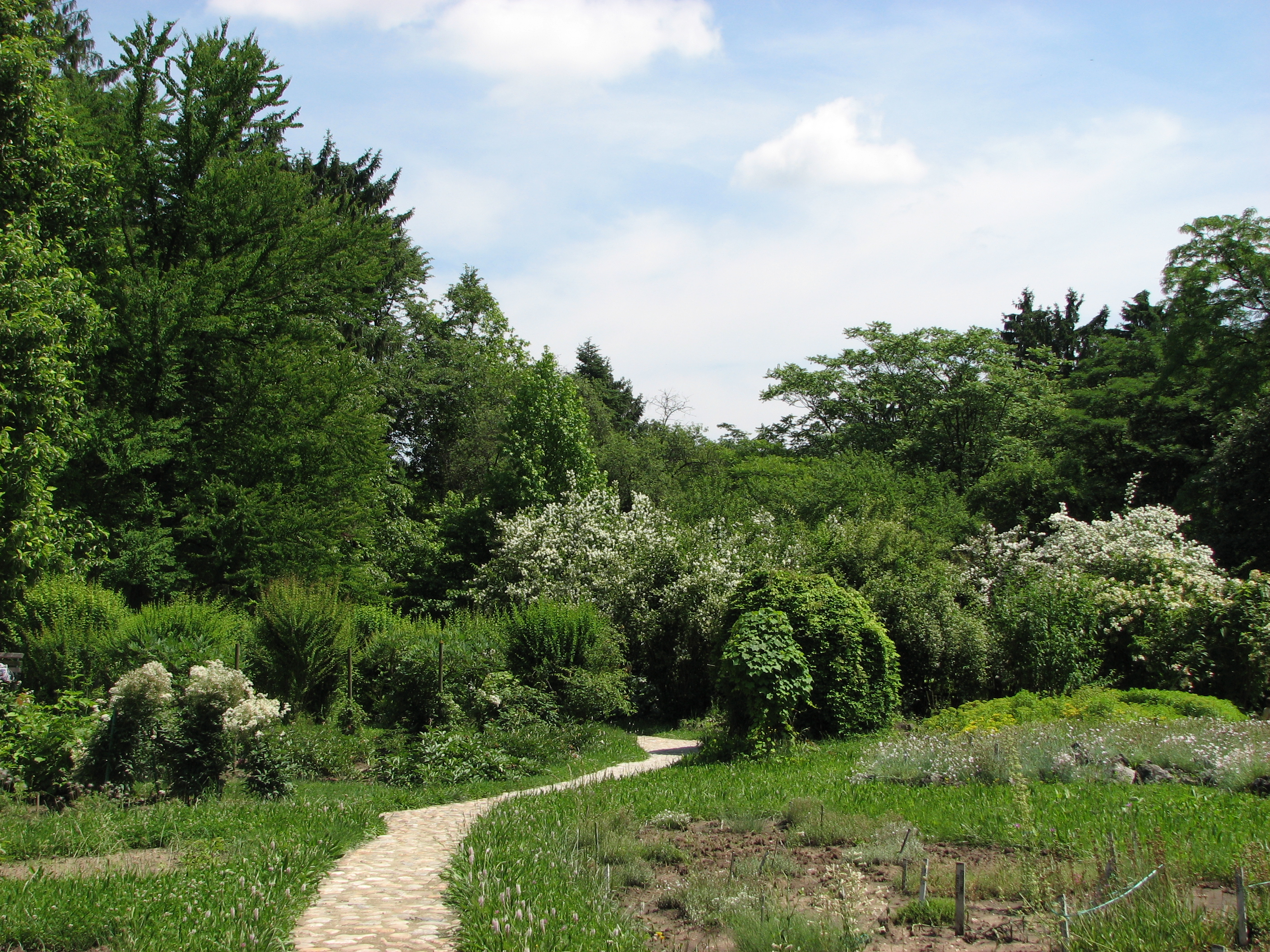
Une allée du jardin.
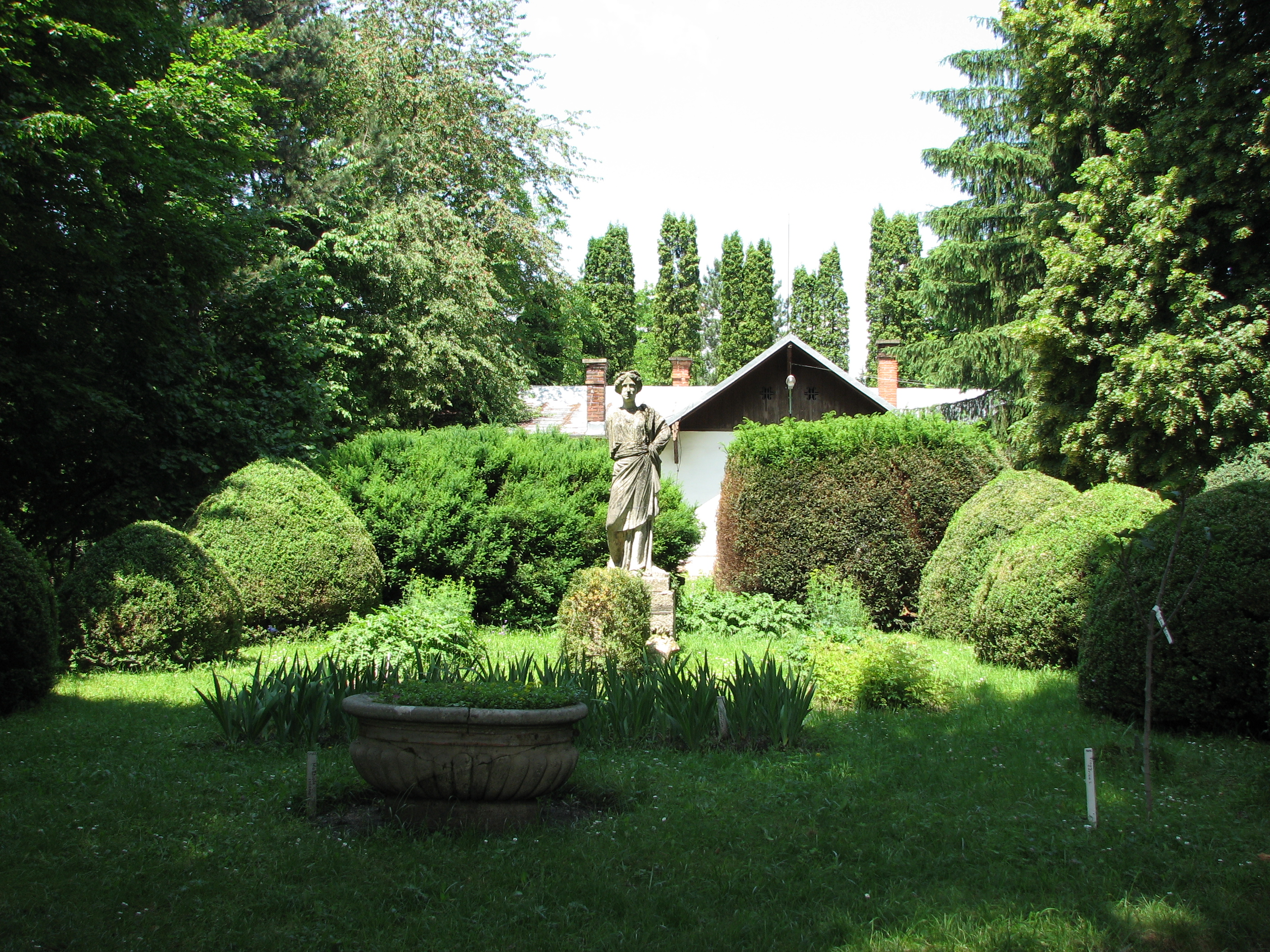
Statue d'une muse.
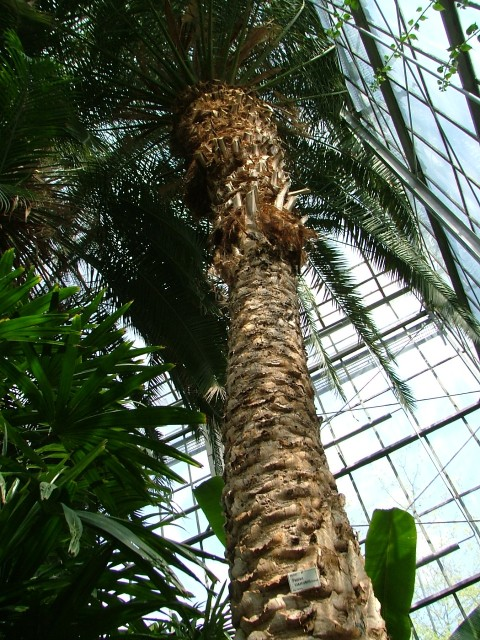
Serre à palmiers.
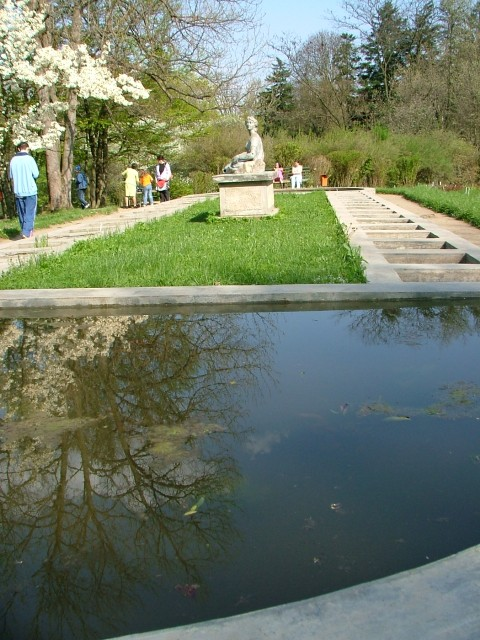
Bassin de retenue et statue d'une nymphe.
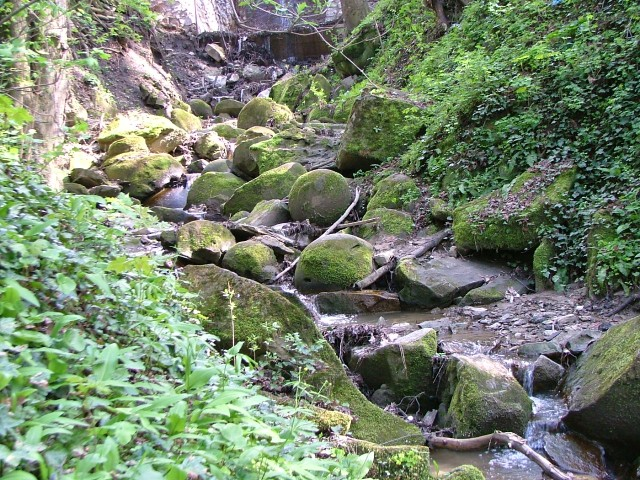
Le ruisseau.